# Projektuj i buduj
Projektuj i buduj (ang. design-build) – system realizacji inwestycji budowlanych - jedna z metod realizacji przedsięwzięcia budowlanego. Umożliwia on dopasowanie planów budowy do zmieniających się warunków oraz technicznych możliwości bez obowiązku zmiany umowy. System został opracowany, aby usprawnić wykonanie inwestycji przy jednoczesnym minimalizowaniu kosztów, co jest korzyścią zarówno dla inwestora jak i dla wykonawcy. W wielu krajach organizacje branżowe publikują standardowe umowy stosowne dla  metody realizacji przedsięwzięcia budowlanego typu "projekt - budowa". Organizacją, która w Stanach Zjednoczonych zajmuje się promowaniem najlepszych praktyk metody realizacji inwestycji "projekt- budowa" jest Design-Build Institute of America, oraz Construction Specifications Institute.

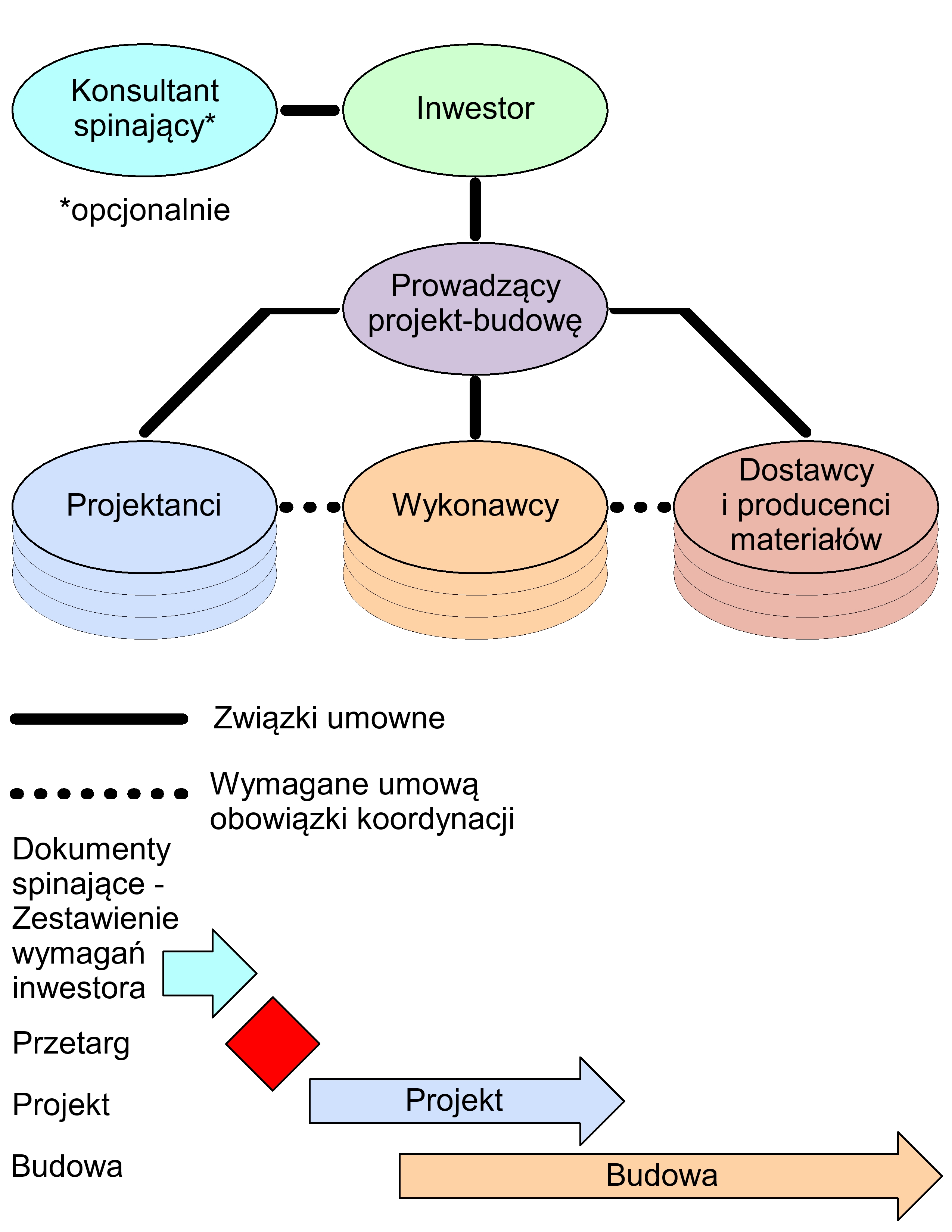
Metoda realizacji przedsięwzięcia budowlanego projekt-budowa. Relacje umowne i schematyczny harmonogram.

W odróżnieniu od tradycyjnego systemu „Buduj” (Projekt - Przetarg - Budowa), system „Projektuj i Buduj” przenosi większość działań na wykonawcę, który odpowiada za projekt budynku i pozostałe podejmowane działania aż do oddania budowy do użytku. Inwestor natomiast odpowiedzialny jest za przygotowanie umowy oraz przetargu na roboty budowlane, w których należy określić przeznaczenie inwestycji, postawione wymagania techniczne, ekonomiczne, materiałowe i architektonicznie. System ten pozwala wykonawcy budowlanemu przeprowadzenie prac budowlanych zgodnie z wizją inwestora przy jednoczesnym zachowaniu dużej swobody działania, zastosowaniu najbardziej dogodnych i sprawdzonych rozwiązań konstrukcyjnych czy montażowych – a tym samym - optymalizowaniu kosztów budowy.

## Zalety
- skrócenie czasu budowy poprzez płynne przechodzenie do kolejnych etapów
- usprawnienie realizacji poprzez ograniczenie liczby wykonawców
- poprawa efektywności i logistyki w zarządzaniu zasobami ludzkimi i narzędziami
- optymalizacja kosztów budowy
- oszczędność czasu i kosztów inwestora ze względu na zaangażowanie jednej firmy jako wykonawcę generalnego
- mniejsza liczba problemów po stronie inwestora[15]

## Wady
- możliwe wydłużenie czasu trwania przetargu
- potrzeba wnikliwego i szczegółowego przedstawienia (często wysokich) wymagań w Instrukcji dla Wykonawców, aby uniknąć nieporozumień
- ze względu na ryzyko i koszt przygotowania oferty, które leżą po stronie wykonawcy, cena oferty może być podwyższona[16]